# Saint-Méen-le-Grand
Saint-Méen-le-Grand is een gemeente in het Franse departement Ille-et-Vilaine (regio Bretagne). De plaats maakt deel uit van het arrondissement Rennes. Saint-Méen-le-Grand telde op 1 januari 2022 4.642 inwoners.

## Geografie
De oppervlakte van Saint-Méen-le-Grand bedroeg op 1 januari 2022 18,28 vierkante kilometer; de bevolkingsdichtheid was toen 253,9 inwoners per km².

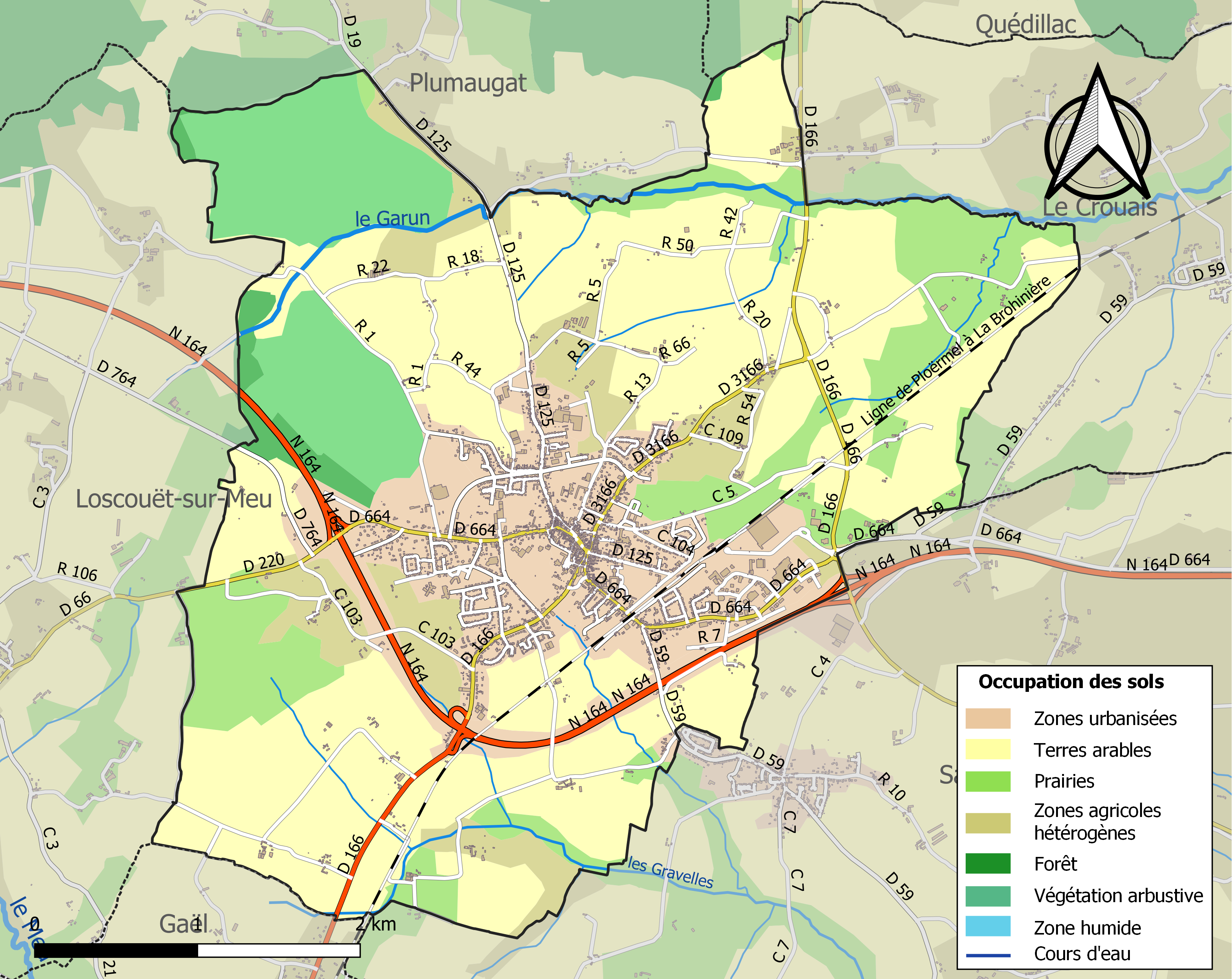
Kaart van de gemeente met belangrijkste infrastructuur, bodemgebruik en omliggende gemeenten

## Demografie
Onderstaande figuur toont het verloop van het inwonertal, bron: INSEE-tellingen. 

## Sport
Saint-Méen-le-Grand is vooral bekend van de uit het dorp afkomstige wielrenner Louison Bobet, die drie keer de Ronde van Frankrijk won. Ter ere van Louison Bobet startte in 2006 en 2025 een etappe van de Ronde van Frankrijk in Saint-Méen-le-Grand.

## Geboren
- Jean Bobet (1930-2022), wielrenner
- Louison Bobet (1925-1983), wielrenner
- Frédéric Guesdon (1971), wielrenner